# پیراسحق
پیراسحق یکی از روستاهای استان آذربایجان شرقی است که در دهستان هرزندات غربی بخش مرکزی شهرستان مرند واقع شده‌است.

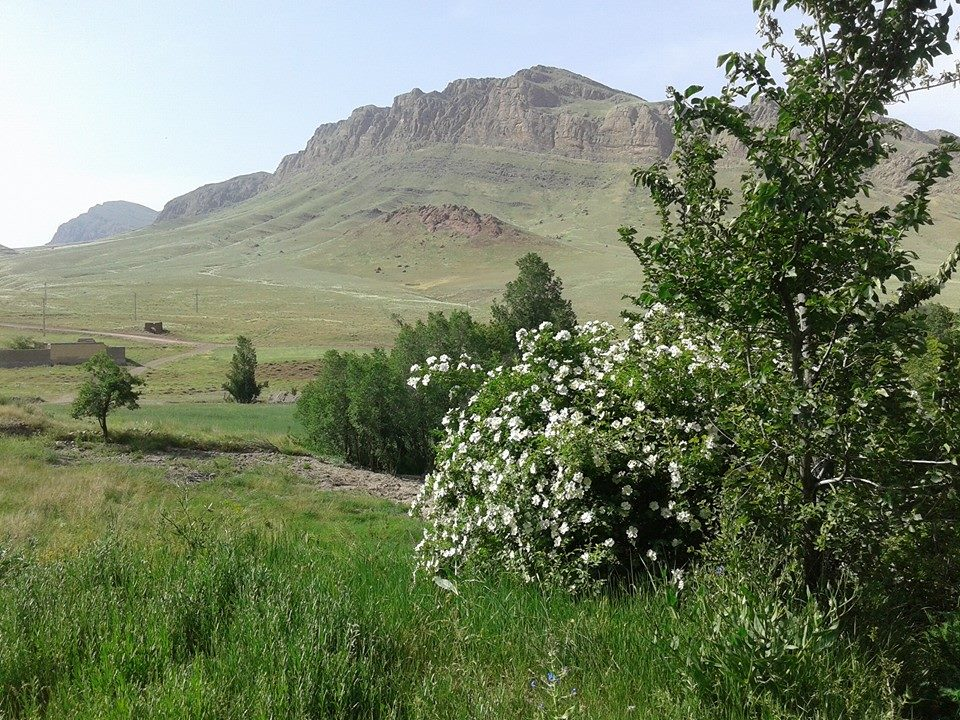
روستای پیراسحق

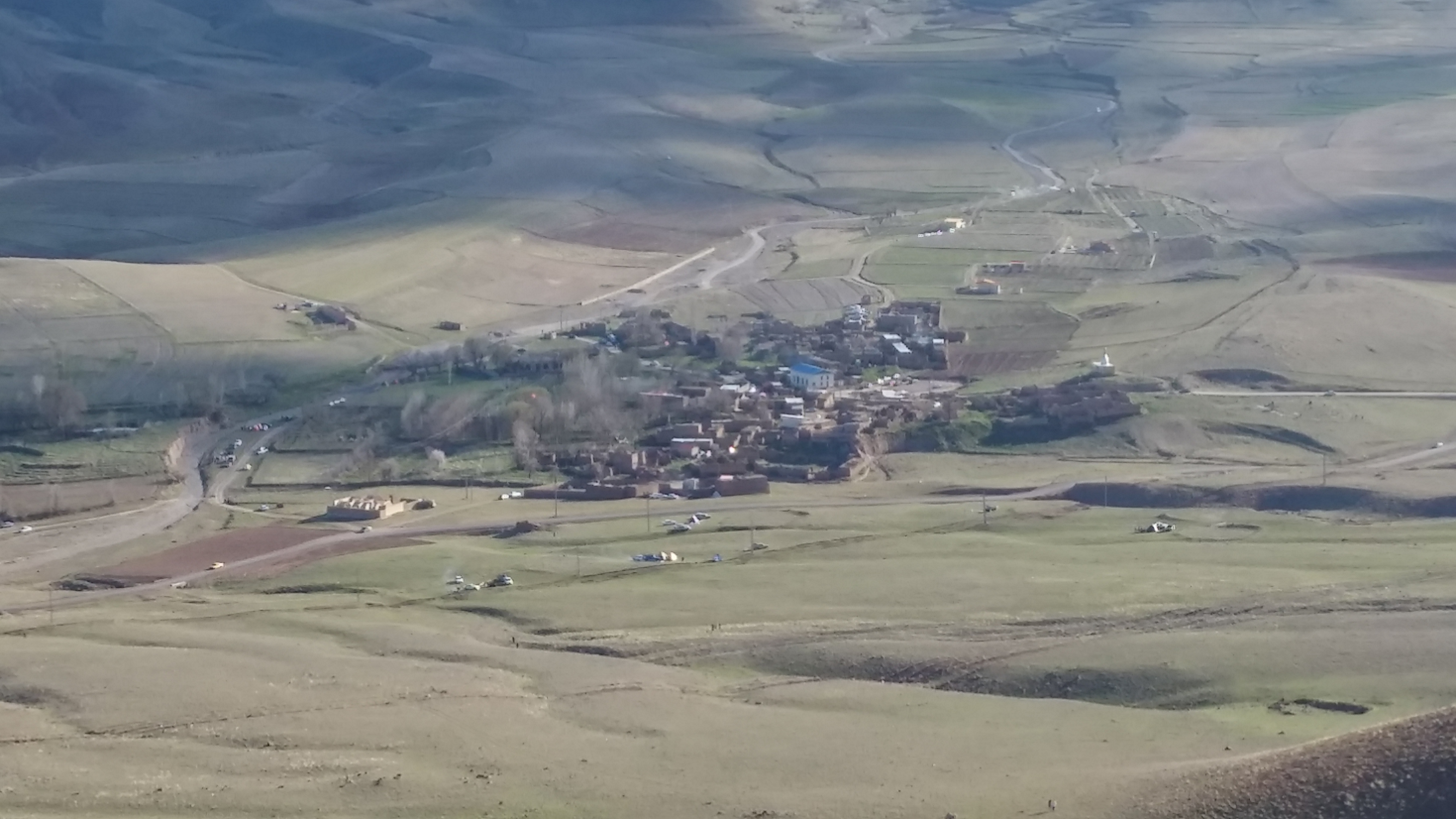
نمای کلی از روستای پیراسحق

روستای پیراسحق مابین شهرستان مرند و جلفا و بعد از روستای زال واقع شده‌است. قدمت این روستا به‌طور معین مشخص نیست اما از زیباترین و قدیمی‌ترین روستاهای شهرستان مرند است. محل این روستا قبلاً به علت رانش زمین جابجا شده‌است. این روستا قبلاً دارای ۲ مدرسه، ۱ خانه بهداشت و فروشگاه توزیع نفت و یارانه بود که متأسفانه بعلت مهاجرت خانوارها به شهرها (به‌خصوص شهرستان مرند) این مکانها تا حدودی تخریب شده بود که چند سالی هست در حال بازسازی و احداث خانه‌های جدید و محل گردشگری اهالی می‌باشد البته اکثر جمعیت این روستا در فصل کاشت و برداشت محصول (گندم، زرد آلو و …) روز طبیعت، عاشورا، تاسوعا و اربعین به این مکان می‌آیند. این روستا به علت طبیعت زیبا و بکر، سالانه دارای بازدیدکنندگانی از روستاهای مجاور و شهرهای اطراف می‌باشد. این روستا از شمال به کوه سوغانلی از جنوب به روستای ینگجه سادات از غرب به روستای چایکسن و مُولی و از شرق به روستای زال دسترسی دارد روستا داری برق،گاز ،آب چشمه ، تلفن و راه آسفالته می‌باشد (البته موبایل در اکثر جاها آنتن می‌دهد) از تشکلات روستای این مکان می‌توان به هیئت عزاداران قمر منیر بنی هاشم (پیراسحقی‌های مقیم مرند) واقع در شهرستان مرند نام برد.

عکس پانوراما از روستای پیراسحق